# João Neves
João Pedro Gonçalves Neves (Tavira, 27 de setembro de 2004) é um futebolista português que atua como meio-campista. Atualmente, joga pelo Paris Saint-Germain.

## Carreira

### Benfica
João Neves assinou o seu primeiro contrato profissional com o Benfica em 11 de dezembro de 2020, onde ficou até agosto de 2024.

### Paris Saint Germain
Neves foi contratado pelo Paris Saint-Germain em 5 de agosto de 2024. Neves assinou um contrato até 2029 com o clube francês e envolveu uma taxa de transferência de 60 milhões de euros, com a possibilidade de chegar a 70 milhões dependendo de bônus. 
Em 31 de maio de 2025, conquistou a Liga dos Campeões da UEFA de 2024–25, inédito na história do clube, após derrotar a Inter de Milão por 5 a 0 na final realizada na Allianz Arena, em Munique. 

## Títulos
Benfica Sub-19
- Campeonato Nacional de Juniores: 2021–22
- UEFA Youth League: 2021–22
- Taça Intercontinental Sub-20: 2022

Benfica
- Primeira Liga: 2022–23
- Supertaça Cândido de Oliveira: 2023

Paris Saint-Germain
- Supercopa da França: 2024
- Ligue 1: 2024–25[4]
- Copa da França: 2024–25[5]
- Liga dos Campeões da UEFA: 2024–25[6]
- Supertaça Europeia: 2025 [7]

Seleção Portuguesa
- Liga das Nações da UEFA: 2024–25

### Prêmios individuais
- Time do Ano da Ligue 1: 2024–25[8]